# Izolacja próżniowa
Izolacja próżniowa – rodzaj izolacji cieplnej. 
W zestawieniu z powszechnie stosowanymi materiałami takimi jak styropian czy wełna mineralna, izolację próżniową wyróżniają kilkukrotnie lepsze parametry izolacyjne. Takie parametry uzyskuje się dzięki wykorzystaniu próżni, która jest złym przewodnikiem energii cieplnej. W procesie produkcji płytę z porowatego materiału na bazie krzemionki lub włókien szklanych z mikro porami o rozmiarach 0,0001mm umieszcza się w szczelnym „opakowaniu” z nieprzepuszczalnej dla powietrza i pary wodnej wielowarstwowej folii. Materiał ten ze względu na wysoką cenę stosowany jest jedynie w szczególnych przypadkach np: kiedy trzeba uzyskać ścianę skutecznie chroniącą przed utratą ciepła o niewielkiej grubości.